# Aqualung (Jethro Tull)
| Recensione       | Giudizio       |
| ---------------- | -------------- |
| AllMusic         | [ 5 ]          |
| George Starostin | [ 6 ]          |
| Piero Scaruffi   | [ 7 ]          |
| OndaRock         | Pietra miliare |

Aqualung è il quarto album in studio della band progressive rock inglese Jethro Tull, pubblicato nel 1971.

## Titolo
Il titolo dell'album deriva dal rantolo roco del barbone simile, secondo Anderson, al rumore di un respiratore subacqueo (l'Aqua-lung ne è un modello particolare), infatti nel testo dice che quando respira il vagabondo emette dei suoni come un palombaro "deep sea diver sounds".
Inizialmente l'album avrebbe dovuto chiamarsi proprio My God, ma il titolo venne cambiato perché sul mercato era apparsa un'incisione pirata omonima, che aveva una qualità audio talmente buona che avrebbe potuto facilmente essere scambiata per una pubblicazione ufficiale. Il brano, a pari merito della title-track, resta comunque uno dei più eseguiti dal vivo.

## Storia
Il disco fu definito un concept album (nonostante Anderson stesso abbia sempre negato quest'intenzione) in quanto nelle canzoni si ritrovano spesso i temi della vita, della critica alla società e di Dio (Aqualung, Cross-Eyed Mary, My God, Hymn 43, Locomotive Breath).
Fu ristampato nel 1996 con 6 bonus track.
Nel 2011, a quarant'anni dalla sua pubblicazione, venne celebrato con un tour e l'uscita di due versioni del disco. La 40th Anniversary Collector's Edition e la Special Edition. Entrambe riproposero i brani di Aqualung rimasterizzati e remixati da Steven Wilson su doppio CD, con l'aggiunta di diversi brani extra e, nel caso della 40th Anniversary Collector's Edition, vi fu la riproposizione del disco in vinile, in DVD ed in Blu-Ray. Nel 2016 venne pubblicata la 40th Anniversary Adapted Edition 2 CD + 2 DVD, con il remix di Steven Wilson, stavolta accompagnato anche dalla pubblicazione dell'EP Life Is a Long Song.

## Accoglienza
La rivista Rolling Stone ha inserito l'album al 337º posto della sua lista dei 500 migliori album di sempre.

## Copertina
L'album colpì il pubblico grazie alla celebre copertina raffigurante un barbone, molto somigliante al leader del gruppo Ian Anderson.
L'album mostra in copertina un dipinto dell'artista Burton Silverman. È un acquerello raffigurante un uomo barbuto dai capelli lunghi in abiti trasandati. L'idea per la copertina venne da una fotografia di un senzatetto, scattata dalla moglie di Anderson. Anderson ritenne, in seguito, che sarebbe stato meglio l'utilizzo della fotografia originale piuttosto che commissionare il dipinto. Il senzatetto presente nella famosa cover richiama le fattezze di Ian Anderson, anche se Silverman sostenne che fosse un autoritratto. L'opera originale, sia il quadro anteriore che quello posteriore, sono proprietà privata di una famiglia sconosciuta.
Il retro copertina vede in basso Aqualung seduto su un marciapiede, in compagnia di un cane; lo sfondo in alto è indefinito e diventa scuro per ospitare un testo che dialoga con il concept album. Nove frasi numerate, di cui riportiamo la seguente traduzione:
1. In principio l'Uomo creò Dio; e ad immagine dell'Uomo egli lo creò.
2. E l'Uomo diede a Dio una moltitudine di nomi, perché fosse il Signore di tutta la terra quando l'Uomo l'avesse deciso.
3. Ed il settemilionesimo giorno l'Uomo si riposò e si appoggiò pesantemente sul suo Dio e vide che era cosa buona.
4. E l'Uomo formò Aqualung dalla polvere della terra, e una schiera di altri suoi simili.
5. E questi uomini inferiori furono gettati nel vuoto; ed alcuni furono bruciati, ed alcuni furono separati dalla loro specie.
6. E l'Uomo divenne il Dio che egli aveva creato, e con i suoi miracoli regnò su tutta la terra.
7. Ma mentre tutte queste cose accadevano, lo Spirito che aveva causato la creazione di Dio da parte dell'Uomo continuò a vivere in tutti gli uomini; persino in Aqualung.
8. E l'uomo non se ne accorse.
9. Ma per l'amor del cielo è meglio che cominci a stare in guardia.

## Tracce
Testi e musiche di Ian Anderson.
Lato A – Aqualung
1. Aqualung – 6:31
2. Cross-Eyed Mary – 4:06
3. Cheap Day Return – 1:21
4. Mother Goose – 3:51
5. Wond'ring Aloud – 1:53
6. Up To Me – 3:14

Lato B – My God
1. My God – 7:08
2. Hymn 43 – 3:14
3. Slipstream – 1:13
4. Locomotive Breath – 4:23
5. Wind Up – 6:01

Tracce extra nelle edizioni in CD del 1996 e del 1999
1. Lick Your Fingers Clean – 2:46
2. Wind Up (Quad Version) – 5:24
3. Excerpts from the Ian Anderson Interview (Mojo Magazine 22/2/1996) – 13:59
4. Songs For Jeffrey (BBC 4/8/1968) – 2:51
5. Fat Man (BBC 22/6/1969) – 2:57
6. Bourée (BBC 22/6/1969, strumentale) – 3:58 (musica: Johann Sebastian Bach, arr. Ian Anderson)

40th Anniversary Collector's Edition e Special Edition (2011), 40th Anniversary Adapted Edition (2016)
CD 1
1. Aqualung (New Stereo Mix)
2. Cross-Eyed Mary (New Stereo Mix)
3. Cheap Day Return (New Stereo Mix)
4. Mother Goose (New Stereo Mix)
5. Wond'ring Aloud (New Stereo Mix)
6. Up To Me (New Stereo Mix)
7. My God (New Stereo Mix)
8. Hymn 43 (New Stereo Mix)
9. Slipstream (New Stereo Mix)
10. Locomotive Breath (New Stereo Mix)
11. Wind-Up (New Stereo Mix)

CD 2
1. Lick Your Fingers Clean (New Mix)
2. Just Trying To Be (New Mix)
3. My God (Early Version)
4. Wond'ring Aloud (13th December 1970)
5. Wind-Up (Early Version - New Mix)
6. Slipstream (Take 2)
7. Up The 'Pool (Early Version)
8. Wond'ring Aloud, Again (Full Morgan Version)
9. Life Is A Long Song (New Mix)
10. Up The 'Pool (New Mix)
11. Dr Bogenbroom (2011 - Remaster)
12. From Later (2011 - Remaster)
13. Nursie (2011 - Remaster)
14. US Radio Spot

LP
Lato A
1. Aqualung (New Stereo Mix)
2. Cross-Eyed Mary (New Stereo Mix)
3. Cheap Day Return (New Stereo Mix)
4. Mother Goose (New Stereo Mix)
5. Wond'ring Aloud (New Stereo Mix)
6. Up To Me (New Stereo Mix)

Lato B
1. My God (New Stereo Mix)
2. Hymn 43 (New Stereo Mix)
3. Slipstream (New Stereo Mix)
4. Locomotive Breath (New Stereo Mix)
5. Wind-Up (New Stereo Mix)

DVD
1. Aqualung (5.1 Surround Mix)
2. Cross-Eyed Mary (5.1 Surround Mix)
3. Cheap Day Return (5.1 Surround Mix)
4. Mother Goose (5.1 Surround Mix)
5. Wond'ring Aloud (5.1 Surround Mix)
6. Up To Me (5.1 Surround Mix)
7. My God (5.1 Surround Mix)
8. Hymn 43 (5.1 Surround Mix)
9. Slipstream (5.1 Surround Mix)
10. Locomotive Breath (5.1 Surround Mix)
11. Wind-Up (5.1 Surround Mix)
12. Lick Your Fingers Clean (New Mix) (5.1 Surround Mix)
13. My God (Early Version) (5.1 Surround Mix)
14. Up The 'Pool (5.1 Surround Mix)
15. Life Is A Long Song (New Mix) (5.1 Surround Mix)
16. Aqualung (New Stereo Mix)
17. Cross Eyed Mary (New Stereo Mix)
18. Cheap Day Return (New Stereo Mix)
19. Mother Goose (New Stereo Mix)
20. Wond'ring Aloud (New Stereo Mix)
21. Up To Me (New Stereo Mix)
22. My God (New Stereo Mix)
23. Hymn 43 (New Stereo Mix)
24. Slipstream (New Stereo Mix)
25. Locomotive Breath (New Stereo Mix)
26. Wind-Up (New Stereo Mix)
27. Lick Your Fingers Clean (New Mix)
28. Just Trying To Be (New Mix)
29. My God (Early Version)
30. Wond'ring Aloud (13th December 1970)
31. Wind-Up (Early Version - New Mix)
32. Slipstream (Take 2)
33. Up The 'Pool (Early Version)
34. Wond'ring Aloud, Again (Full Morgan Version)
35. Life Is A Long Song (New Mix)
36. Up The 'Pool (New Mix)
37. Dr Bogenbroom (2011 - Remaster)
38. From Later (2011 - Remaster)
39. Nursie (2011 - Remaster)
40. Aqualung (Quad Mix)
41. Cross-Eyed Mary (Quad Mix)
42. Cheap Day Return (Quad Mix)
43. Mother Goose (Quad Mix)
44. Wond'ring Aloud (Quad Mix)
45. Up To Me (Quad Mix)
46. My God (Quad Mix)
47. Hymn 43 (Quad Mix)
48. Slipstream (Quad Mix)
49. Locomotive Breath (Quad Mix)
50. Wind-Up (Quad Mix)

Blu-Ray
1. Aqualung (5.1 Surround Mix)
2. Cross-Eyed Mary (5.1 Surround Mix)
3. Cheap Day Return (5.1 Surround Mix)
4. Mother Goose (5.1 Surround Mix)
5. Wond'ring Aloud (5.1 Surround Mix)
6. Up To Me (5.1 Surround Mix)
7. My God (5.1 Surround Mix)
8. Hymn 43 (5.1 Surround Mix)
9. Slipstream (5.1 Surround Mix)
10. Locomotive Breath (5.1 Surround Mix)
11. Wind-Up (5.1 Surround Mix)
12. Lick Your Fingers Clean (New Mix) (5.1 Surround Mix)
13. My God (Early Version) (5.1 Surround Mix)
14. Up The 'Pool (5.1 Surround Mix)
15. Life Is A Long Song (New Mix) (5.1 Surround Mix)
16. Aqualung (New Stereo Mix)
17. Cross-Eyed Mary (New Stereo Mix)
18. Cheap Day Return (New Stereo Mix)
19. Mother Goose (New Stereo Mix)
20. Wond'ring Aloud (New Stereo Mix)
21. Up To Me (New Stereo Mix)
22. My God (New Stereo Mix)
23. Hymn 43 (New Stereo Mix)
24. Slipstream (New Stereo Mix)
25. Locomotive Breath (New Stereo Mix)
26. Wind-Up (New Stereo Mix)
27. Lick Your Fingers Clean (New Mix)
28. Just Trying To Be (New Mix)
29. My God (Early Version)
30. Wond'ring Aloud (13th December 1970)
31. Wind-Up (Early Version - New Mix)
32. Slipstream (Take 2)
33. Up The 'Pool (Early Version)
34. Wond'ring Aloud, Again (Full Morgan Version)
35. Life Is A Long Song (New Mix)
36. Up The 'Pool (New Mix)
37. Dr Bogenbroom (2011 - Remaster)
38. From Later (2011 - Remaster)
39. Nursie (2011 - Remaster)
40. Aqualung
41. Cross-Eyed Mary
42. Cheap Day Return
43. Mother Goose
44. Wond'Ring Aloud
45. Up To Me
46. My God
47. Hymn 43
48. Slipstream
49. Locomotive Breath
50. Wind-Up
51. Aqualung (Quad Mix)
52. Cross-Eyed Mary (Quad Mix)
53. Cheap Day Return (Quad Mix)
54. Mother Goose (Quad Mix)
55. Wond'ring Aloud (Quad Mix))
56. Up To Me (Quad Mix)
57. My God (Quad Mix)
58. Hymn 43 (Quad Mix)
59. Slipstream (Quad Mix)
60. Locomotive Breath (Quad Mix)
61. Wind-Up (Quad Mix)

## Composizione
- Ian Anderson - voce, chitarra folk, flauto traverso
- Martin Barre - chitarra
- John Evan - pianoforte, organo, mellotron
- Jeffrey Hammond - basso, flauto dolce, voce
- Clive Bunker - batteria, percussioni

## Classifiche

### Classifiche settimanali
| Classifica (1971) | Posizione massima |
| ----------------- | ----------------- |
| Australia         | 3                 |
| Canada            | 5                 |
| Germania          | 5                 |
| Italia            | 2                 |
| Norvegia          | 3                 |
| Regno Unito       | 4                 |
| Stati Uniti       | 7                 |

### Classifiche di fine anno
| Classifica (1971) | Posizione |
| ----------------- | --------- |
| Australia         | 19        |
| Italia            | 15        |
| Stati Uniti       | 33        |